# Музей науки (Мельбурн)
Музей науки (англ. Scienceworks) — музей в Мельбурне, который является подразделением музея австралийского штата Виктория. Расположен в пригороде Мельбурна Спотсвуд.
Открыт 28 марта 1992 года, размещается в специально построенном здании недалеко от насосной станции Спотсвуда 1897 года постройки, паровые двигатели которой образуют соответствующий экспонат.
Выставочные залы и мероприятия музея включают в себя наглядные эксперименты, демонстрации и туры. «Комната молний» представляет собой зрительный зал на 120 мест, где проводятся демонстрации различных эффектов и устройств, связанных с электричеством, в частности гигантский трансформатор Теслы, способный генерировать электроэнергию напряжением 2 миллиона вольт и испускать 3-метровые молнии. В здании музеям также размещён планетарий Мельбурна.
До конца 2013 года в музее также находилась башня с часами с вокзала Флиндерс-стрит 1883 года постройки. Эти часы были перемещены на станцию Принс-бридж в 1905 году, а в 1911 году — на станцию Спенсер-стрит, и проданы в частную собственность после реконструкции вокзала 1967 года.